# 8 Flotylla Obrony Wybrzeża

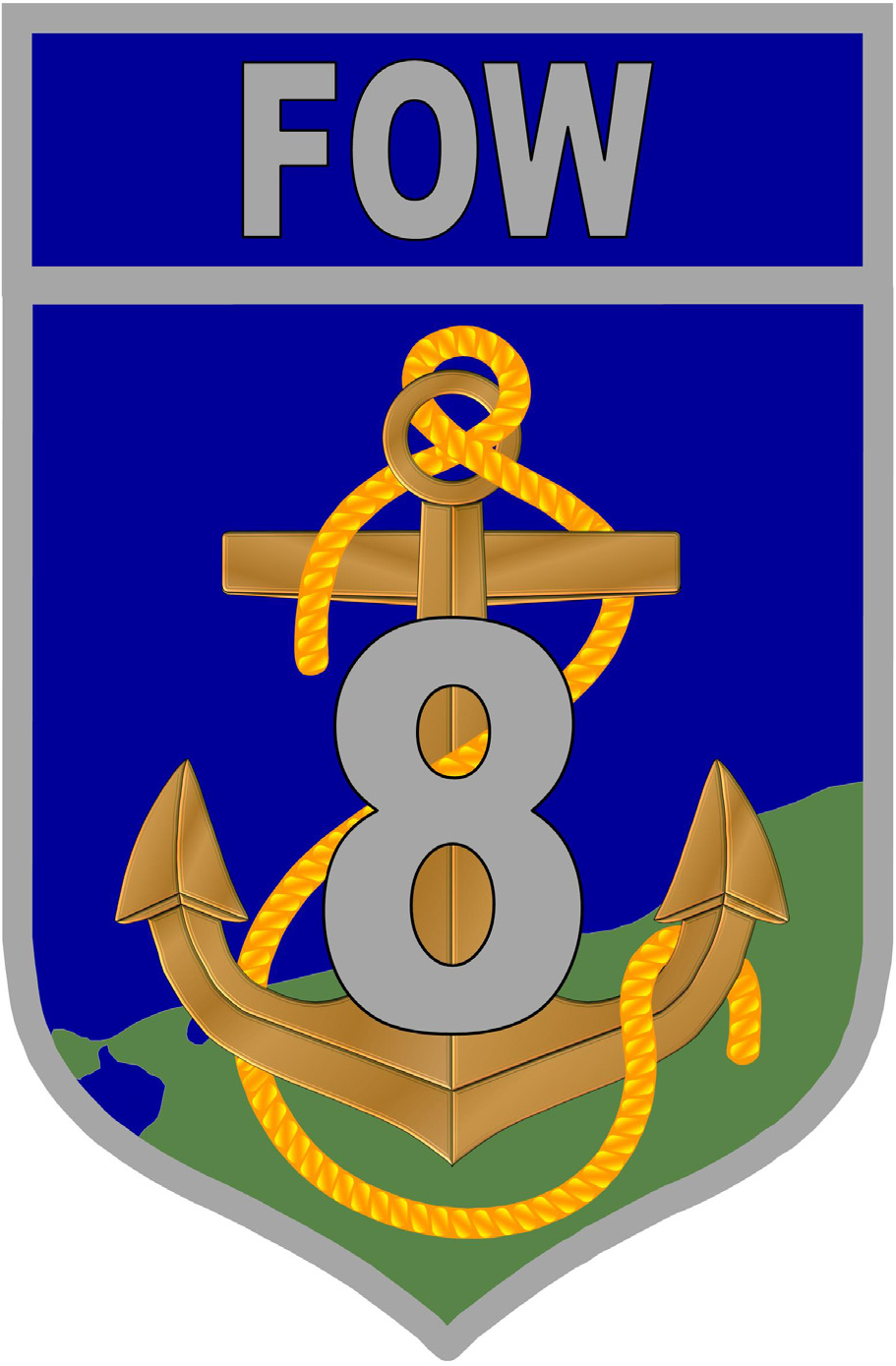
Oznaka rozpoznawcza Dowództwa 8 FOW (wzór 2013).

8 Flotylla Obrony Wybrzeża im. Wiceadmirała Kazimierza Porębskiego w Świnoujściu (8 FOW) – polska flotylla okrętów obrony wybrzeża, jeden z trzech związków taktycznych Marynarki Wojennej. W skład flotylli wchodzą trzy zespoły okrętów: dwa obrony przeciwminowej (OPM) i jeden transportowo-minowy oraz jednostki brzegowe: obrony przeciwlotniczej, wsparcia inżynieryjnego stacjonujące w zachodniej części Wybrzeża. Zabezpieczenie logistyczne sił realizuje Komenda Portu Wojennego. Flotylla powstała w 1965 z Bazy Głównej Marynarki Wojennej, wcześniej Szczecińskiego Obszaru Nadmorskiego. Od 1 stycznia 2014 r. Flotylla została podporządkowana Dowódcy Generalnemu Rodzajów Sił Zbrojnych.

## Historia
Trudności w utrzymaniu w miarę ujednoliconej i zwartej Flotylli w Świnoujściu istniały od samego początku jej tworzenia. W lipcu 1949 roku kontradmirał Włodzimierz Steyer, już jako dowódca Marynarki Wojennej, wystąpił z koncepcją skoncentrowania głównych sił jednostek pływających w Gdyni, gdyż kompletowanie, zaopatrywanie i remonty flotylli w odległym SON nastręczały poważne trudności. Brak okrętów i rozwój nowych rodzajów uzbrojenia, a także zmiany w sytuacji międzynarodowej połączone z redukcją sił zbrojnych zmusiły dowództwo MW do bardziej realnego szukania rozwiązań organizacyjnych podległych mu jednostek. Tym samym powstała koncepcja baz morskich i artyleryjskiej osłony przybrzeżnego szlaku komunikacyjnego przez baterie artylerii stałej i ruchomej. 21 grudnia 1950 roku nowej jednostce nadano nazwę Bazy Marynarki Wojennej w Świnoujściu i nr 2454. Pierwszym dowódcą został kmdr Tadeusz Rutkowski.

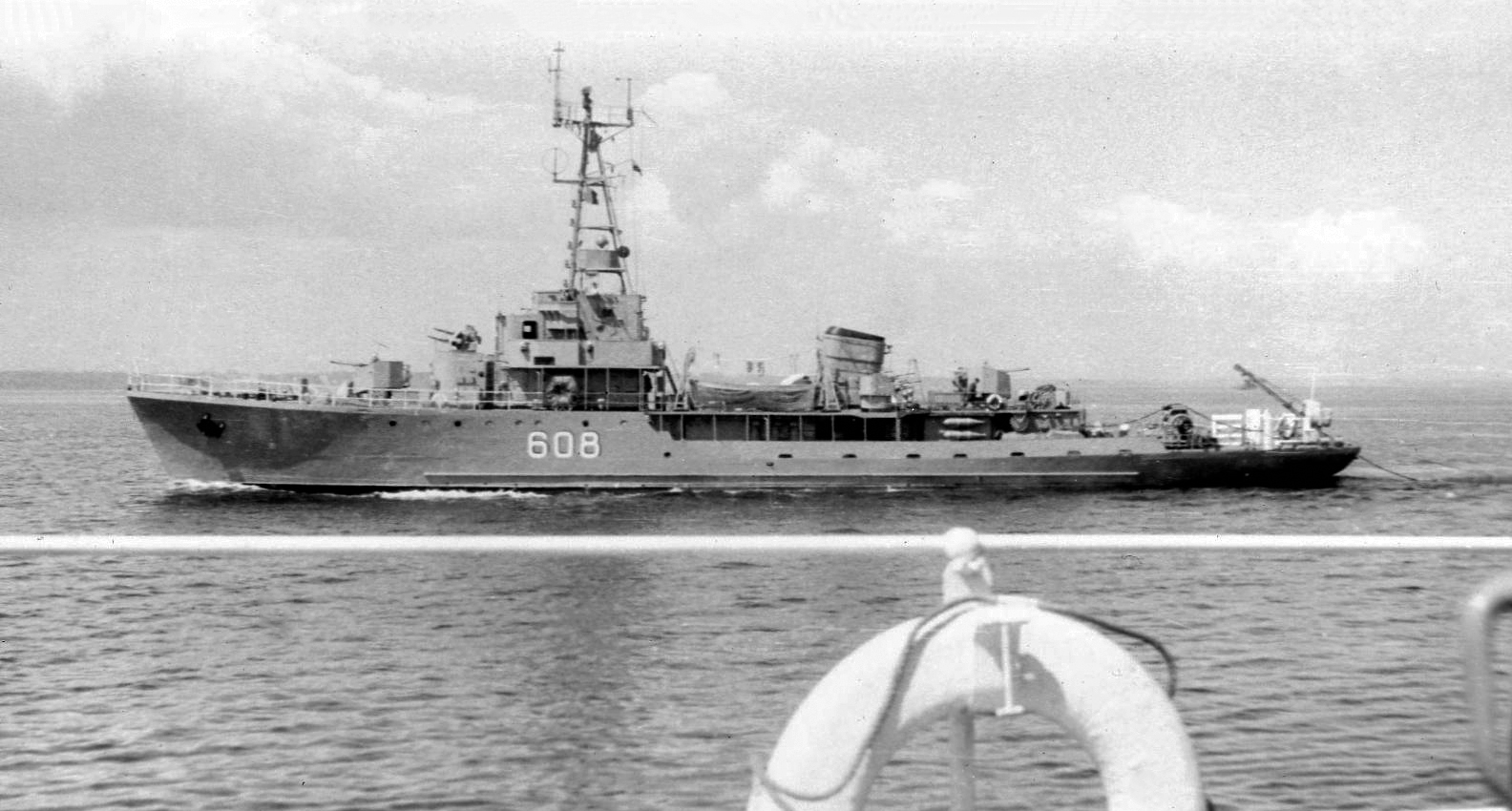
Trałowiec bazowy projektu 254, ORP „Delfin” służący w 12. Dywizjonie Trałowców Bazowych 8. Flotylli Obrony Wybrzeża w Świnoujściu

Z powstaniem Bazy MW łączy się okres szybkiego rozwoju jednostek pływających. W 1951 roku powstała Flotylla Środków Desantowych, przemianowana w 1956 roku na Flotyllę Okrętów Desantowych, a w 1964 roku w 2 Brygadę Okrętów Desantowych, w której składzie początkowo znajdowało się 21 barek desantowych, 11 barek średnich i 12 kutrów desantowych o łącznej wyporności 3700 ton. W 1955 roku z Helu do Świnoujścia przebazowano 14 Dywizjon Kutrów Trałowych. Jednostki te brały czynny udział w oczyszczaniu wód Bałtyku z min morskich oraz innego uzbrojenia pozostałego po zakończeniu II wojny światowej.

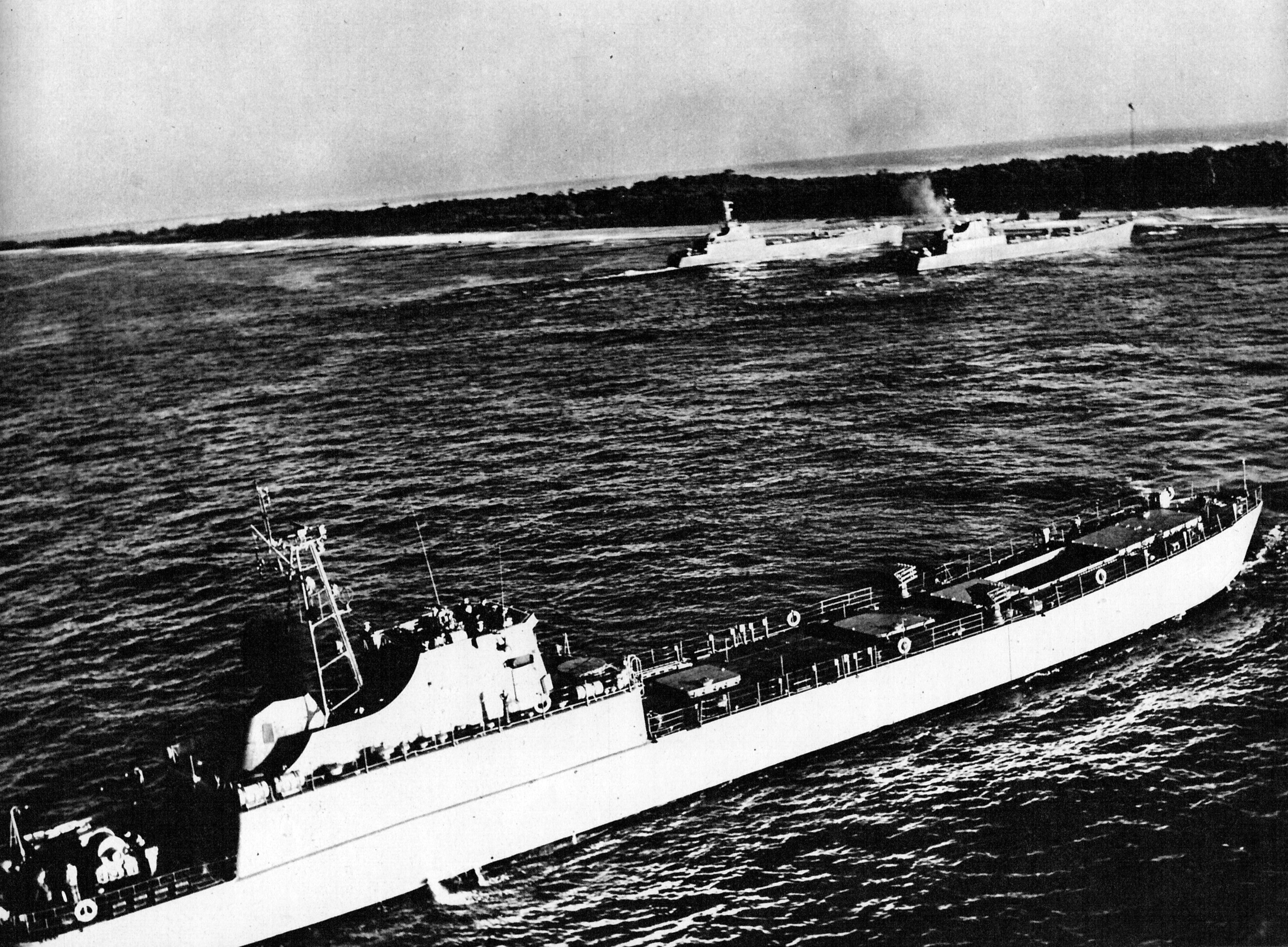
Okręty desantowe projektu 770

W maju 1965 roku po rozwiązaniu Bazy MW w Świnoujściu i podległych jej jednostek, na mocy rozkazu dowódcy MW nr 027 z dnia 29 kwietnia 1965 roku utworzono 8 Flotyllę Obrony Wybrzeża. W tym samym roku utworzono wywodzącą się z Flotylli Środków Desantowych – 2 Brygadę Okrętów Desantowych i 12 Dywizjon Trałowców Bazowych. Odtworzono również Komendę Portu Wojennego wraz z Dywizjonem Pomocniczych Jednostek Pływających oraz przeniesioną z Ustki Orkiestrę Wojskową. Obowiązki dowódcy flotylli powierzono komandorowi Zygmuntowi Rudomino. W początkowym okresie głównym zadaniem Flotylli była obrona polskiego wybrzeża morskiego od zachodniej granicy państwa z Niemcami do miejscowości Jarosławiec, na pograniczu z drugą, nowo sformowaną 9 Flotyllą Obrony Wybrzeża w Helu oraz akwenu przyległego. Zasadnicze siły Flotylli przeznaczone były do udziału w przewidywanym na wypadek wojny z państwami NATO desancie morskim. Na wypadek wojny miało być początkowo mobilizowane dowództwo 4 Brygady Trałowo-Minowej. W następnych latach jej siły zwiększyły się o kolejne oddziały i pododdziały łączności i obserwacji, artylerii nadbrzeżnej i przeciwlotniczej oraz wojsk chemicznych. W 1977 roku 8 FOW podporządkowano 8 Kołobrzeski Batalion Saperów oraz sformowano od podstaw 1 Dywizjon Saperów Morskich, który podporządkowano 2 Brygadzie Okrętów Desantowych. W szczytowym okresie Flotylla liczyła około 80 jednostek pływających różnych klas oraz pododdziały brzegowe.
Dynamiczny rozwój sił morskich i jednostek brzegowych Flotylli w tym okresie wynikał ze strategii i doktryny Sił Zbrojnych Polskiej Rzeczypospolitej Ludowej realizujących zadania w ramach ówczesnych struktur Układu Warszawskiego. Najwymowniejszym tego przykładem był liczny udział okrętów Flotylli w wielu ćwiczeniach szczebla operacyjnego, planowanych i organizowanych przez naszą marynarkę, jak i sił wówczas sojuszniczej Floty Bałtyckiej i Volksmarine. W sierpniu 1970 roku w ramach współdziałania z flotami sojuszniczymi trałowce 8 Flotylli trałowały rejon Kadet Rinne u brzegów NRD z brytyjskich min lotniczych z czasów wojny.
Na przełomie lat 80. i 90. nastąpiły kolejne zmiany strukturalno-organizacyjne. Na skutek dokonującej się transformacji społeczno-politycznej, zmiany doktryny Sił Zbrojnych oraz nowej koncepcji obronnej rozwoju sił morskich, nastąpiło masowe wycofywanie okrętów i kutrów desantowych. Efektem tych przeobrażeń była zmiana nazwy 2 Brygady Okrętów Desantowych na 2 Brygadę Okrętów Transportowo-Minowych (12 lipca 1992 roku), a następnie przeformowanie jej na 2 Dywizjon Okrętów Transportowo-Minowych (1 września 1992 roku). W latach 80. wycofano trałowce projektu 254K i 254M, które zastąpiono nowymi okrętami projektu 207D oraz 207P. 31 lipca 1993 roku z podporządkowania dowódcy 2 Brygady Okrętów Transportowo-Minowych wyłączono 1 Dywizjon Saperów Morskich, przeformowując go na 4 Batalion Minowania MW. Wcześniej rozformowano 2 Oddział Zabezpieczenia MW (31 października 1989 roku) oraz dywizjon i dwie baterie artylerii przeciwlotniczej (31 stycznia 1990 roku). W tym samym czasie z kutrów Bałtyckiego Dywizjonu Okrętów Pogranicza rozformowanej Brygady Okrętów Pogranicza w 1991 roku utworzono 16 Dywizjon Kutrów Zwalczania Okrętów Podwodnych, z miejscem stacjonowania w Kołobrzegu. Odtworzono także kołobrzeską Komendę Portu Wojennego, pełniącą funkcję jedynej bazy morskiej na środkowym wybrzeżu, przystosowaną do zaopatrywania jednostek Marynarki Wojennej. 9 października 1992 roku decyzją Biskupa Polowego WP w 8 FOW została powołana Parafia Wojskowa, która od 1 lipca 2007 roku jest pod wezwaniem bł. ks. Władysława Miegonia.
Rok 1994 był bardzo znaczący dla świnoujskiego związku taktycznego. W czerwcu 8 FOW otrzymała imię wiceadmirała Kazimierza Porębskiego. Także w tym roku decyzją ministra obrony narodowej 29 kwietnia został ustanowiony świętem Flotylli.
W 1995 roku, po licznych zmianach etatowo-organizacyjnych, 8 Flotyllę Obrony Wybrzeża tworzyły jednostki stacjonujące w czterech miejscowościach: Świnoujściu, Międzyzdrojach, Dziwnowie i Kołobrzegu. W skład Flotylli wchodziły:

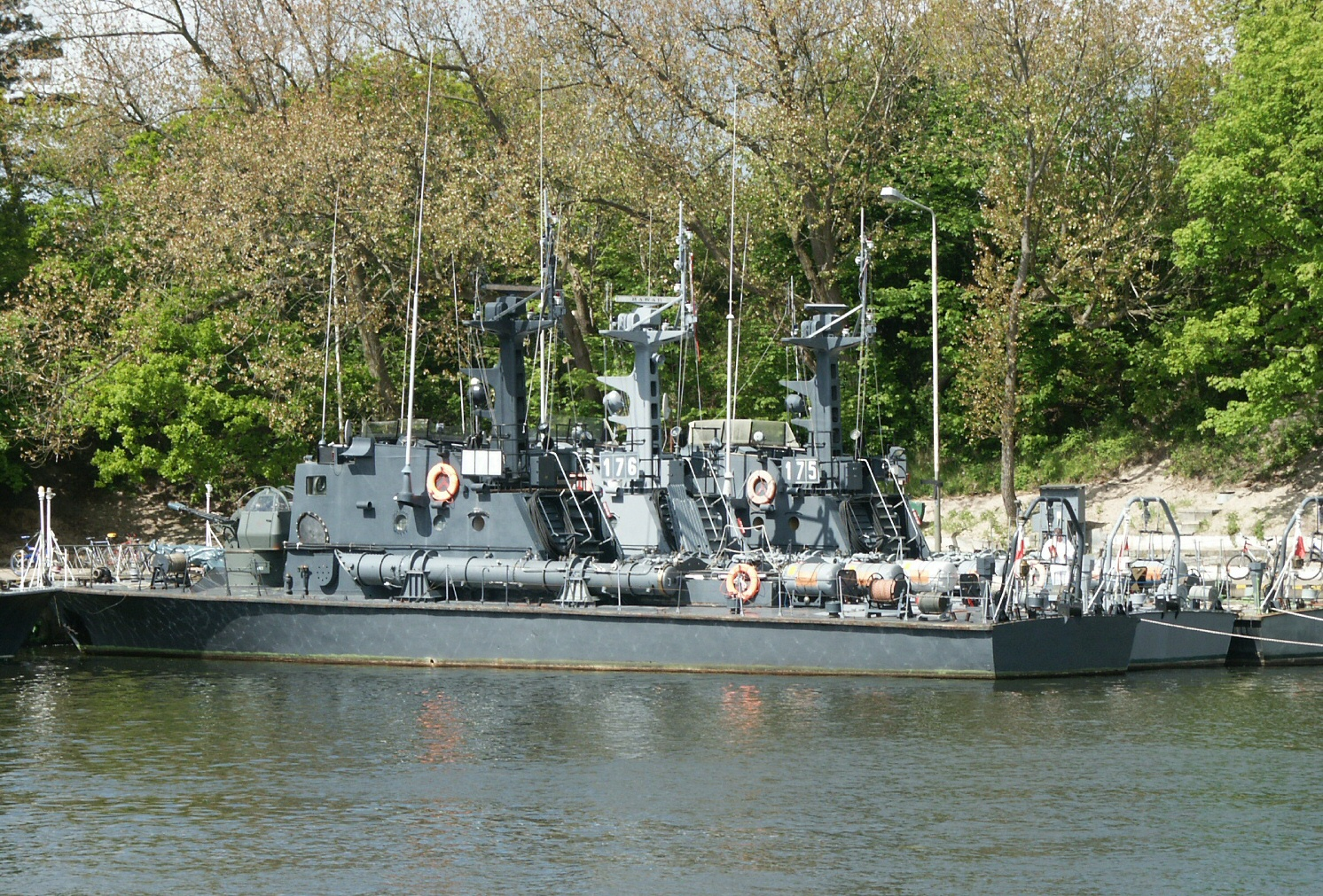
Kutry ZOP proj. 918M, należące do 16 Dywizjonu Kutrów Zwalczania Okrętów Podwodnych

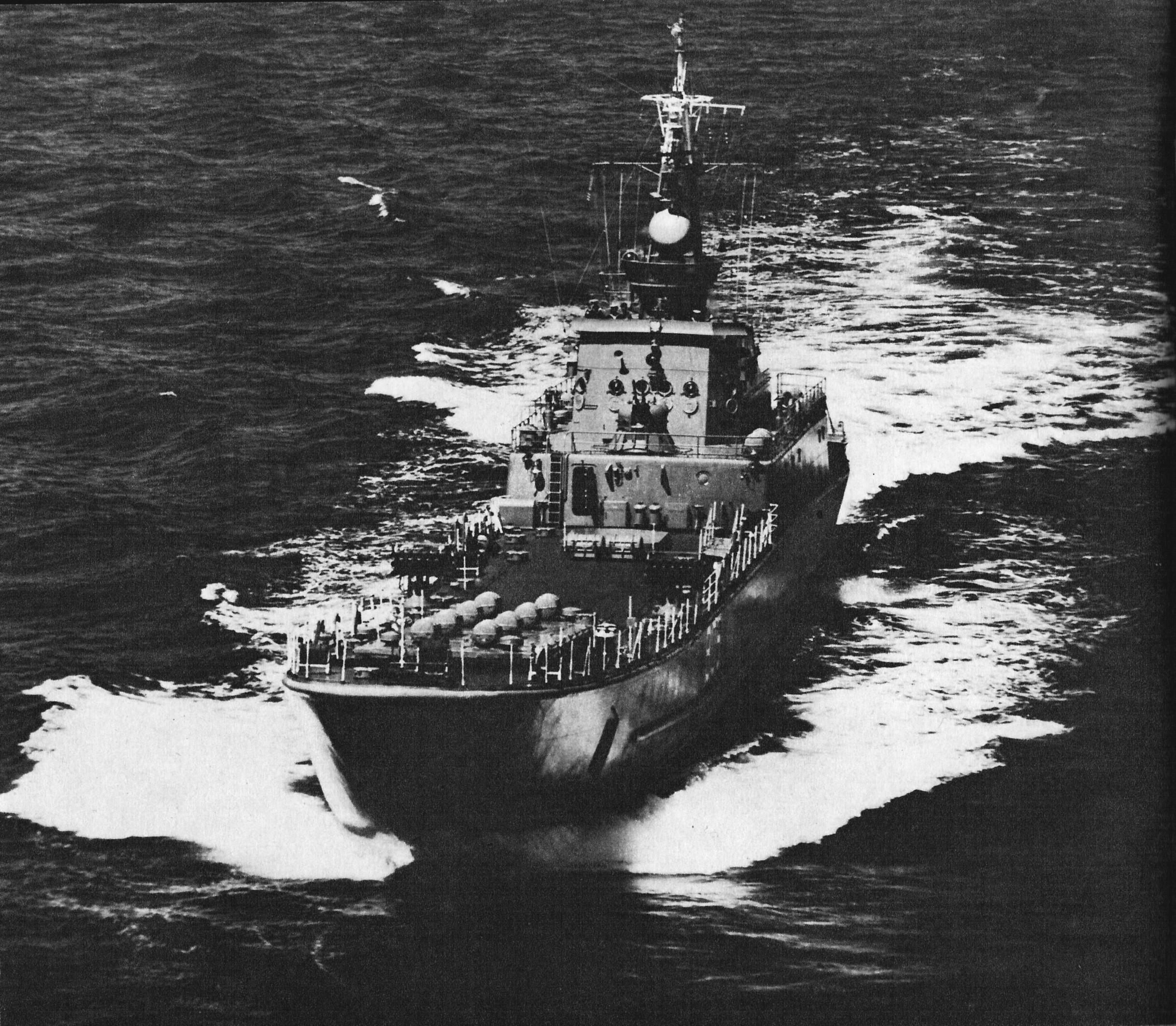
Okręt desantowy projektu 771, ORP Polichno

- w Świnoujściu – Dowództwo Flotylli, 2 Dywizjon Okrętów Transportowo-Minowych, 12 Woliński Dywizjon Trałowców, Komenda Portu Wojennego, 8 Rejon Obserwacji i Łączności, Orkiestra Garnizonowa, Klub Garnizonowy oraz Komenda Garnizonu
- w Międzyzdrojach – 8 Dywizjon Artylerii Przeciwlotniczej i 30 Kompania Przeciwchemiczna
- w Dziwnowie – 8 Kołobrzeski Batalion Saperów MW i 4 Batalion Minowania MW
- w Kołobrzegu – 16 Dywizjon Kutrów Zwalczania Okrętów Podwodnych oraz Komenda Portu Wojennego.

Istotne znaczenie w tym okresie miało przygotowanie i dostosowanie sił morskich Flotylli do członkostwa w NATO oraz ich aktywny udział w programie „Partnerstwo dla Pokoju”. Ukoronowaniem współpracy z siłami morskimi państw zachodnich było podpisanie porozumienia pomiędzy 8 FOW a Flotyllą Kutrów Rakietowych Bundesmarine z Warnemünde (16 sierpnia 1995 roku) oraz trójstronnego porozumienia o wzajemnej współpracy z Flotyllą Trałowo-Minową z Olpenitz i 3 Eskadrą Kongelige Danske Marine bazującą we Frederikshavn (26 czerwca 1998 roku) przez ówczesnego dowódcę kontradmirała Stanisława Kasperkowiaka. Od początku lat 90., aż do momentu wstąpienia Polski do sojuszu NATO (12 marca 1999 roku), świnoujska Flotylla w sposób aktywny współpracowała z siłami morskimi państw Sojuszu Północnoatlantyckiego na obszarze Morza Bałtyckiego, Cieśnin Duńskich, Morza Północnego, dostosowując potencjał obronny do zachodnich partnerów w zakresie interoperacyjności, kompatybilności, dowodzenia i łączności oraz zabezpieczenia logistycznego. Wspólne ćwiczenia na morzu z udziałem pojedynczych okrętów i grup taktycznych ułatwiały poznawanie dokumentów i procedur dotyczących zasad działania sił morskich zgodnych ze standardami NATO, a uzyskane doświadczenie dowódców okrętów i załóg pozwoliło na bezkolizyjne wejście sił MW w struktury Sojuszu. Lata 2004–2010, to czas realizacji największej inwestycji w Bazie Morskiej Świnoujście – rozbudowy portu wojennego, który po zakończeniu prac stał się bazą morską Sojuszu Północnoatlantyckiego. Zbudowano wówczas nowoczesne nabrzeże, drogi dojazdowe i lądowisko dla helikopterów. Pogłębiono baseny portowe i odcinek toru wodnego oraz wyremontowano falochrony. Początek XXI wieku przyniósł kolejne zmiany organizacyjne jednostek Flotylli. W związku z dostosowaniem sił morskich do standardów NATO, ze służby wycofano kilkanaście jednostek pływających, wcielając do linii okręt wsparcia logistycznego ORP „Kontradmirał Xawery Czernicki” (1 września 2001 roku). Rozformowano 4 Batalion Minowania MW w Dziwnowie (30 września 2005 roku), 16 Dywizjon Kutrów ZOP w Kołobrzegu (31 lipca 2006 roku), Komendę Portu Wojennego Kołobrzeg (31 grudnia 2006 roku). Podporządkowanie pod Centrum Wsparcia Teleinformatycznego i Dowodzenia MW zmienił 8 Rejon Obserwacji i Łączności (30 października 2006 roku). 1 lipca 2006 roku, w wyniku rozformowania 9 FOW, dowódcy 8 FOW podporządkowano 13 Dywizjon Trałowców stacjonujący w porcie wojennym Gdynia. Należy nadmienić, że okręty 13 Dywizjonu Trałowców pozostawały w strukturach Flotylli od 2006 do 2009 roku, następnie były w podporządkowaniu dowódcy 3 FO, by ponownie powrócić w struktury 8 FOW z dniem 1 listopada 2013 roku. W tym samym czasie Orkiestra Wojskowa MW została podporządkowana Dowódcy Garnizonu Warszawa. 31 grudnia 2013 roku została rozformowana Komenda Garnizonu Świnoujście. Wcześniej, w wyniku reformy służby zdrowia, Wojskową Specjalistyczną Przychodnię Lekarską przekształcono w Samodzielny Publiczny Zakład Opieki Zdrowotnej podległy Inspektoratowi Służby Zdrowia w Warszawie. 1 stycznia 2014 roku 8 FOW została podporządkowana bezpośrednio Dowódcy Generalnemu Rodzajów Sił Zbrojnych w Warszawie.

## Działalność
8 Flotylla Obrony Wybrzeża w strukturze skupia głównie jednostki obrony przeciwminowej. Posiada dwa dywizjony okrętów przeciwminowych, posiadające w swoim składzie 17 trałowców i 3 niszczyciele min, które zabezpieczają zadania MW w obszarze zwalczania zagrożeń na morzu. Załogi flotylli uczestniczą w międzynarodowych ćwiczeniach takich jak m.in.: „Baltops”, „Northern Coasts”, „Open Spirit” czy „Squadex”.
Okręty Dywizjonu Okrętów Transportowo-Minowych, znajdujący się w składzie 8. FOW, zapewnia możliwość transportu drogą morską wojsk i sprzętu technicznego innym Rodzajom Sił Zbrojnych. W ramach dyżurów bojowych okręty 8. FOW realizują zabezpieczenie wejścia gazowców do terminalu LNG w Świnoujściu. Siły okrętowe 8. FOW stacjonują w Porcie Wojennym w Świnoujściu i Gdyni.

## Zadania

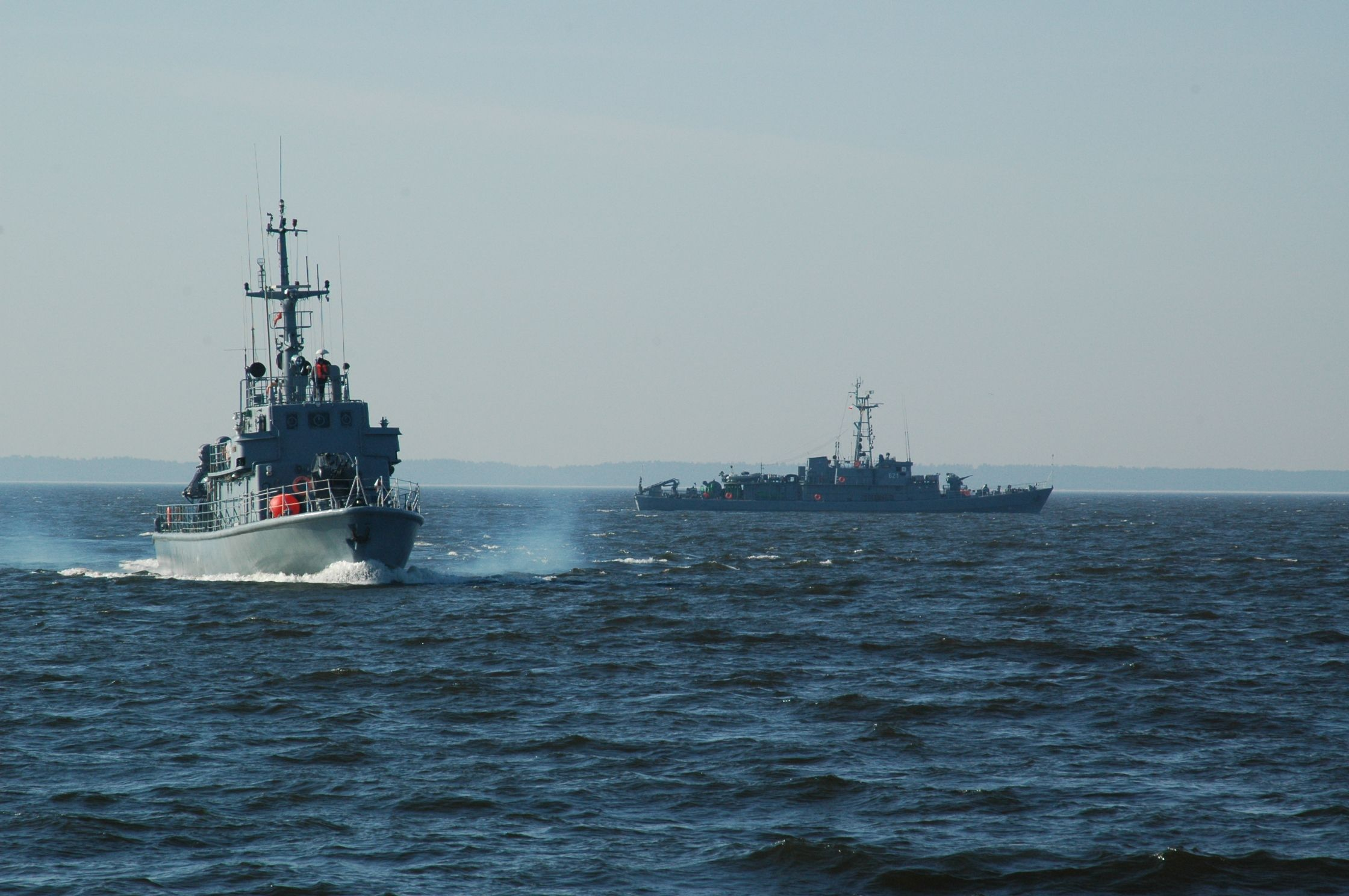
Ćwiczenia okrętów 8 FOW w 2007 roku

- zabezpieczenie przeciwminowe okrętów Marynarki Wojennej
- stawianie min morskich
- transport techniki i siły żywej na nieuzbrojony brzeg
- obrona przeciwlotnicza Wybrzeża Zachodniego przy współpracy z Siłami Powietrznymi
- obrona przeciwchemiczna i zabezpieczenie inżynieryjne sił Marynarki Wojennej stacjonujących na Zachodnim Wybrzeżu
- odtwarzanie zdolności bojowej okrętów w portach wojennych i punktach bazowania
- demonstrowanie obecności polskiej bandery wojennej na wodach terytorialnych
- utrzymanie wysokiej gotowości bojowej
- pełnienie służby bojowej
- udział w ratowaniu życia na morzu

## Organizacja w latach 1965–2011

### 1965
- Dowództwo w Świnoujściu
  - 2 Brygada Okrętów Desantowych w Świnoujściu
    - 1 dywizjon okrętów desantowych w Świnoujściu
    - 2 dywizjon okrętów desantowych w Świnoujściu
    - dywizjon kutrów desantowych w Świnoujściu

  - 12 dywizjon trałowców bazowych w Świnoujściu
  - 14 dywizjon kutrów trałowych
  - Komenda Portu Wojennego w Świnoujściu

### 1986[6]
- Dowództwo w Świnoujściu
  - 2 Brygada Okrętów Desantowych w Świnoujściu
  - 12 dywizjon trałowców bazowych w Świnoujściu
  - Komenda Portu Wojennego w Świnoujściu
  - pododdziały brzegowe:
    - 8 rejon obserwacji i łączności
    - 8 dywizjon artylerii przeciwlotniczej 57 mm w Międzyzdrojach Janogrodzie
    - 92 bateria artylerii przeciwlotniczej 37 mm w Międzyzdrojach Janogrodzie
    - 114 bateria artylerii przeciwlotniczej 37 mm w Ustroniu Morskim
    - 8 Kołobrzeski Batalion Saperów w Dziwnowie
    - 30 kompania chemiczna w Międzyzdrojach

### 1995
- Dowództwo w Świnoujściu
  - 2 dywizjon Okrętów Transportowo-Minowych w Świnoujściu
  - 12 woliński dywizjon Trałowców w Świnoujściu
  - 16 dywizjon Kutrów Zwalczania Okrętów Podwodnych w Kołobrzegu
  - 8 dywizjon przeciwlotniczy w Dziwnowie
  - 4 batalion minowania w Dziwnowie
  - 8 kołobrzeski batalion saperów w Dziwnowie
  - 30 kompania chemiczna w Międzyzdrojach
  - Komenda Portu Wojennego w Świnoujściu
  - Komenda Portu Wojennego w Kołobrzegu

### 2006
- Dowództwo w Świnoujściu
  - 2 dywizjon Okrętów Transportowo-Minowych w Świnoujściu
  - 12 woliński dywizjon Trałowców w Świnoujściu
  - 13 dywizjon Trałowców w Gdyni
  - 8 dywizjon przeciwlotniczy w Dziwnowie
  - 8 kołobrzeski batalion saperów w Dziwnowie
  - 30 kompania chemiczna w Dziwnowie
  - Komenda Portu Wojennego w Świnoujściu
    - Komenda Punktu Bazowania w Kołobrzegu

### 2011
- Dowództwo w Świnoujściu
  - 2 Dywizjon Okrętów Transportowo-Minowych w Świnoujściu
  - 12 Woliński Dywizjon Trałowców w Świnoujściu
  - 13 Dywizjon Trałowców
  - 8 Dywizjon Przeciwlotniczy w Dziwnowie
  - 8 Kołobrzeski Batalion Saperów w Dziwnowie
  - Komenda Portu Wojennego w Świnoujściu
    - Komenda Punktu Bazowania w Kołobrzegu

  - Komenda Garnizonu w Świnoujściu

## Struktura

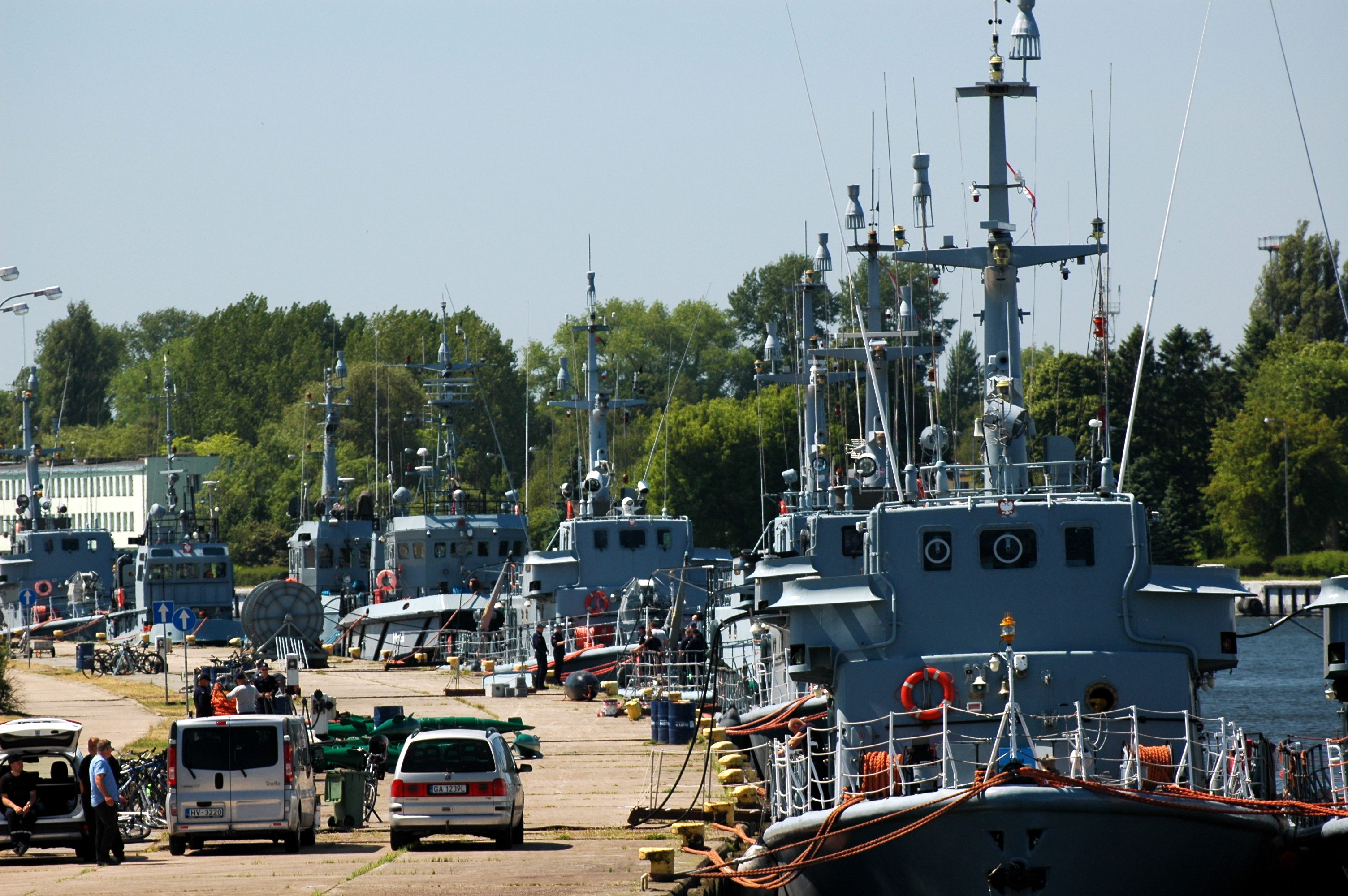
Okręty bazujące w Porcie Wojennym Świnoujściu (2018 rok)

Obecna struktura 8 Flotylli Obrony Wybrzeża obowiązuje od 2013 roku. 1 stycznia 2014 roku 8 FOW została podporządkowana bezpośrednio Dowódcy Generalnemu Rodzajów Sił Zbrojnych.
- Dowództwo 8 FOW w Świnoujściu
  - 2 Dywizjon Okrętów Transportowo-Minowych w Świnoujściu – oddział taktyczny 8. Flotylli Obrony Wybrzeża w Świnoujściu przeznaczony do stawiania zagród minowych oraz transportu drogą morską wojsk i sprzętu technicznego. Okręty dywizjonu posiadają możliwości załadunku oraz wyładunku techniki wojskowej zarówno w porcie, jak i na nieuzbrojonym brzegu. Dowódcą Dywizjonu jest komandor porucznik Marek Obrębski[7].
  - 12 Woliński Dywizjon Trałowców w Świnoujściu – oddział taktyczny 8. Flotylli Obrony Wybrzeża przeznaczony do wykonywania zadań obrony przeciwminowej – trałowania, poszukiwania, wykrywania i niszczenia min, niszczenia zagród minowych oraz obrony przeciwminowej zespołów okrętów na przejściu morzem. Oprócz trałowców dywizjon w swoim składzie posiada pomocnicze jednostki pływające oraz Grupę Nurków Minerów. Dowódcą Dywizjonu jest komandor porucznik Robert Lisowski[8].
    - Grupa Nurków Minerów

  - 13 Dywizjon Trałowców w Gdyni – oddział taktyczny 8. Flotylli Obrony Wybrzeża przeznaczony do wykonywania zadań obrony przeciwminowej – trałowania, poszukiwania, wykrywania i niszczenia min, niszczenia zagród minowych oraz obrony przeciwminowej zespołów okrętów na przejściu morzem. Oprócz trałowców i niszczycieli min dywizjon w swoim składzie posiada Grupę Nurków Minerów. Okręty dywizjonu stacjonują w Porcie Wojennym Gdynia. Dowódcą Dywizjonu jest komandor porucznik Michał Dziugan[9].
    - Grupa Nurków Minerów

  - 8 Dywizjon Przeciwlotniczy w Dziwnowie
  - 8 Kołobrzeski Batalion Saperów w Dziwnowie
  - Komenda Portu Wojennego w Świnoujściu – baza logistyczna 8. Flotylli Obrony Wybrzeża. Przeznaczona jest do zaopatrywania, wykonywania remontów, obsługi technicznej, konserwacji uzbrojenia i sprzętu oraz usług na rzecz zespołów i jednostek brzegowych flotylli, a także okrętów czasowo bazujących w Porcie Wojennym w Świnoujściu. W skład Komendy Portu Wojennego w Świnoujściu wchodzą: Warsztaty Remontowe Techniki Morskiej, Zespół Transportu i Przeładunku, Zespół Zabezpieczenia, Ambulatorium z Izbą Chorych – PZOZ oraz Punkt Bazowania Kołobrzeg. Komendantem Portu Wojennego jest komandor Marek Bartkowski[10].
    - Punkt Bazowania w Kołobrzegu

## Dowództwo[11]
- dowódca – kontradm. Piotr Sikora
- zastępca dowódcy – kmdr Jarosław Kukliński[12]
- szef Sztabu – kmdr Albin Sołtykiewicz

## Dowódcy
- Szczeciński Obszar Nadmorski
  - kmdr Włodzimierz Steyer (1946–1947)
  - kmdr Marian Wojcieszek (1947–1949)
  - kmdr por. Robert Kasperski (1949–1950)
- Baza Marynarki Wojennej
  - kmdr Tadeusz Rutkowski (1950–1952)
  - kmdr Fiodor Gusiew (1952–1954)
  - kmdr por. Stanisław Kańkowski (1954–1955)
  - kmdr por. Witold Maculewicz (1956–1957)
  - kmdr por. Czesław Obzejta (1957–1958)
  - kmdr por. Mieczysław Miernik (1958–1961)
  - kmdr por. dypl. Władysław Urbański (1961–1965)
- 8 Flotylla Obrony Wybrzeża
  - kontradmirał Zygmunt Rudomino (1966–1969)[13]
  - kmdr Witold Gliński (1969–1971)[13]
  - kontradmirał Kazimierz Bossy (1971–1979)[13]
  - kmdr Romuald Waga (1979–1983)[13]
  - kontradmirał Henryk Matuszczyk (1983–1993)[13]
  - kontradmirał Stanisław Kasperkowiak (1993–2002)[13]
  - kontradmirał Michał Michalski (2002–2005)[13]
  - kontradmirał Jerzy Lenda (2005–2009)[13]
  - kontradmirał Krzysztof Teryfter (2009–2014)
  - cz. p.o. kmdr Zygmunt Białogłowski (2014–2014)
  - kontradmirał Jarosław Zygmunt (2014–2016)
  - cz. p.o. kmdr Zygmunt Białogłowski (2016–2016)
  - kontradmirał Krzysztof Zdonek (2016–2018)
  - kontradmirał Piotr Nieć (2018–2021)
  - kontradmirał Włodzimierz Kułagin (2021–2023)[14]
  - kontradmirał Piotr Sikora (2023–)[15]

## Spis jednostek pływających

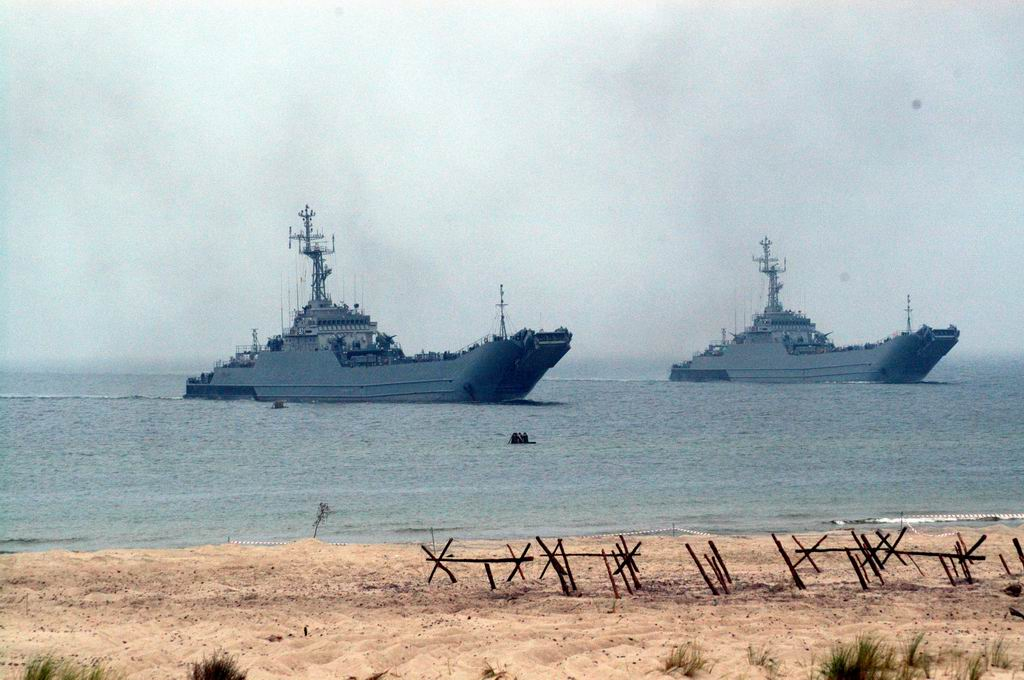
Okręty transporotowo-minowe projektu 767

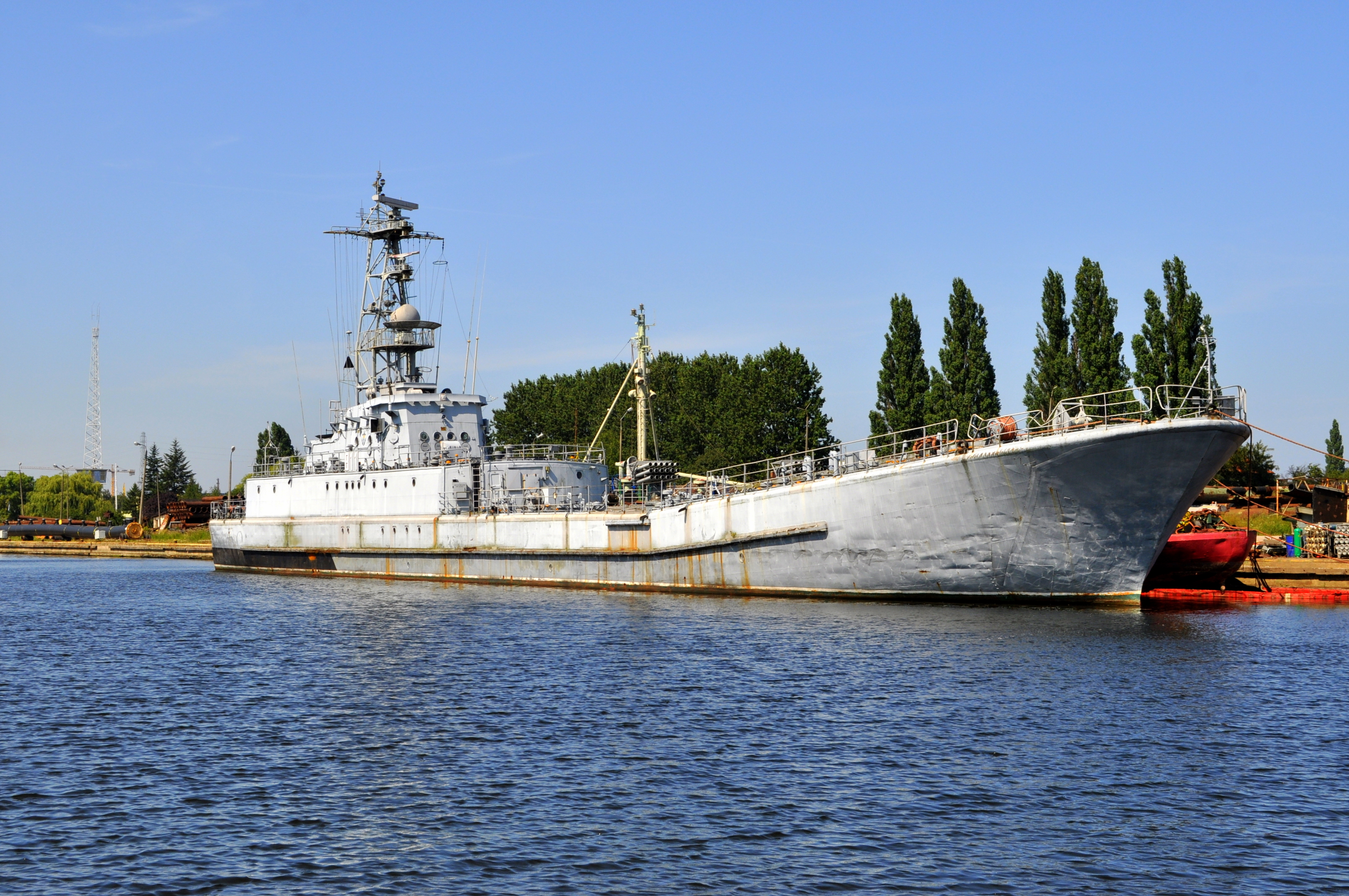
Okręt dowodzenia desantem ORP „Grunwald”

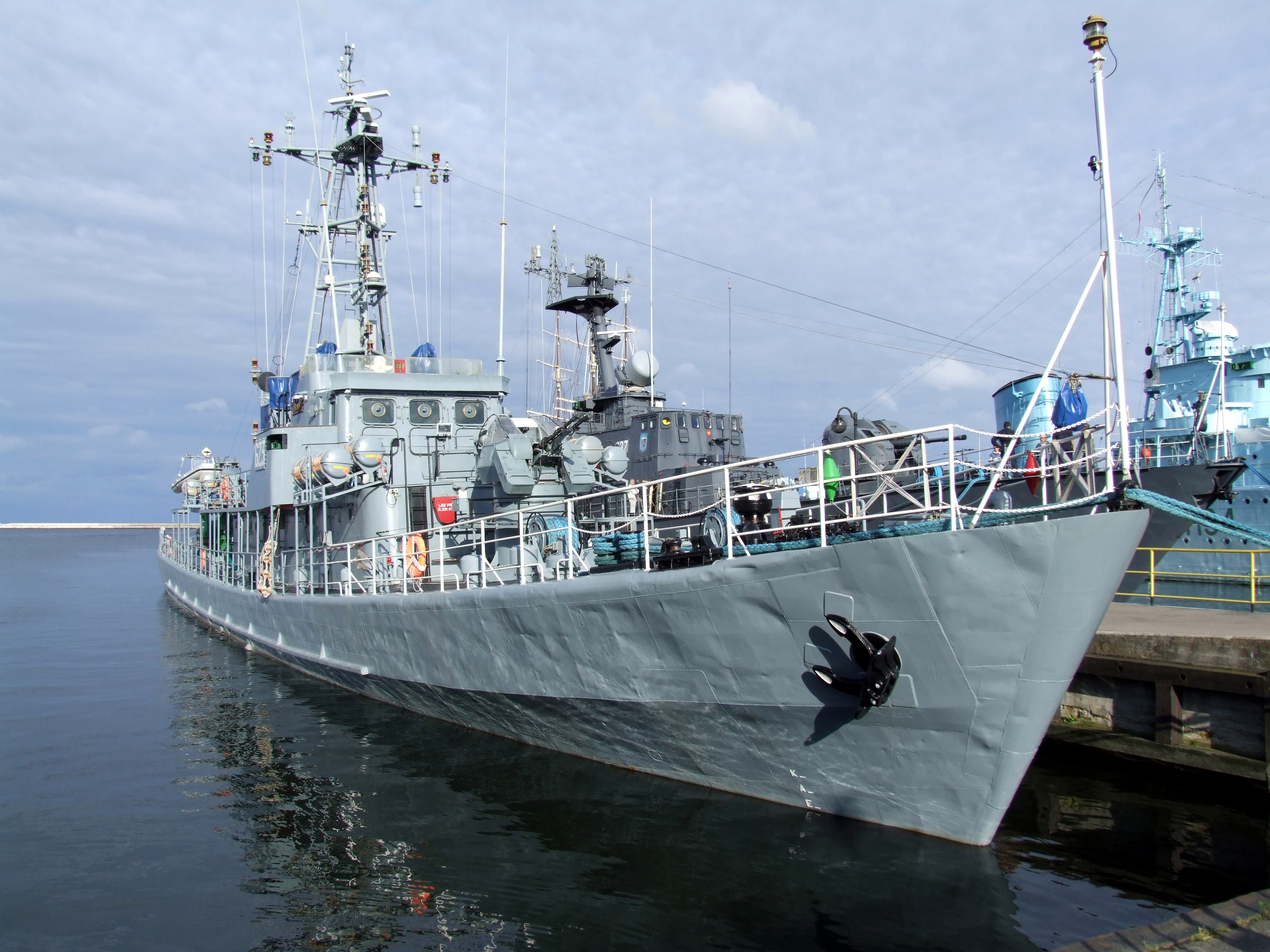
Niszczyciel min ORP „Mewa”

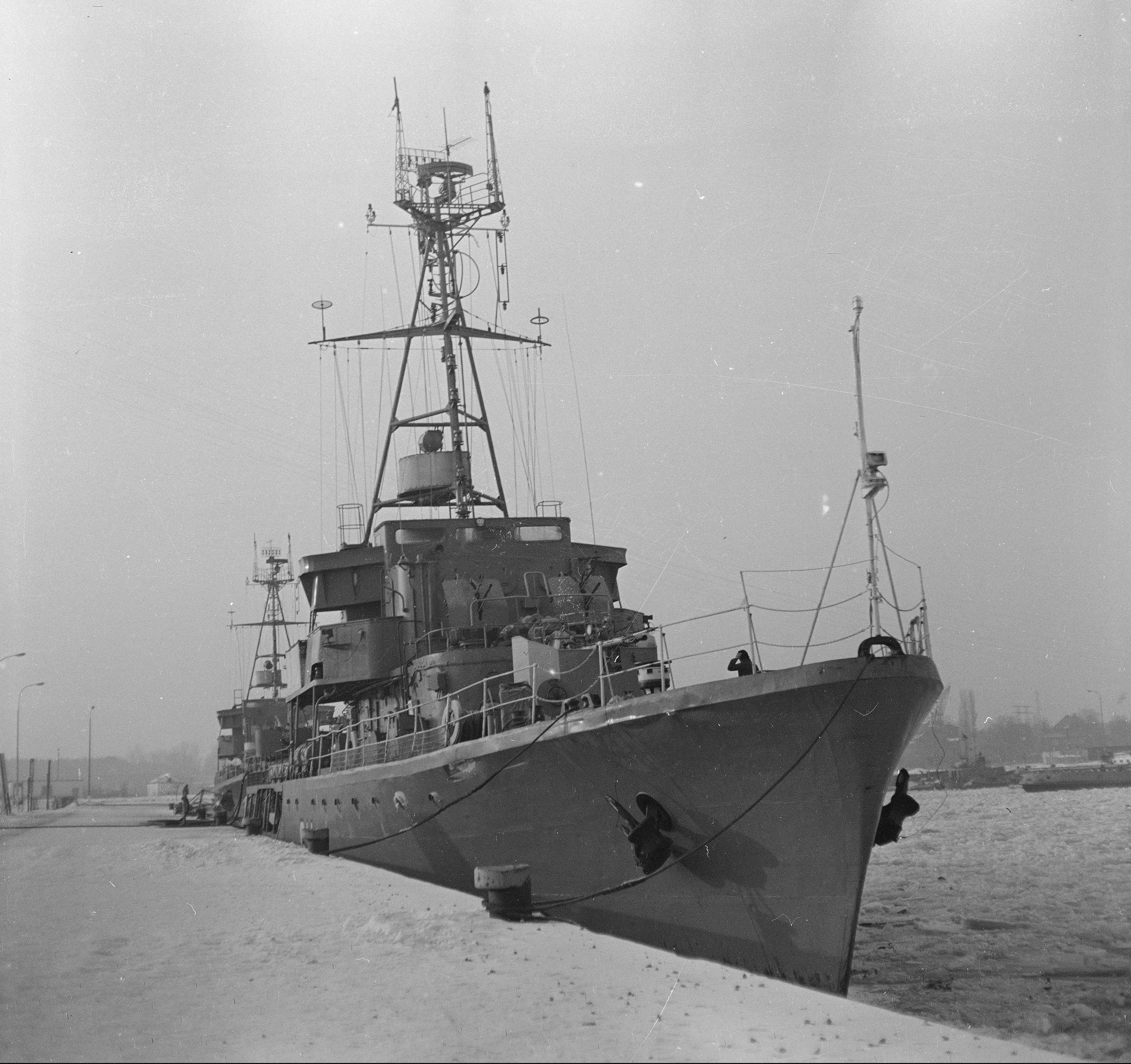
Jeden z trałowców projektu 254

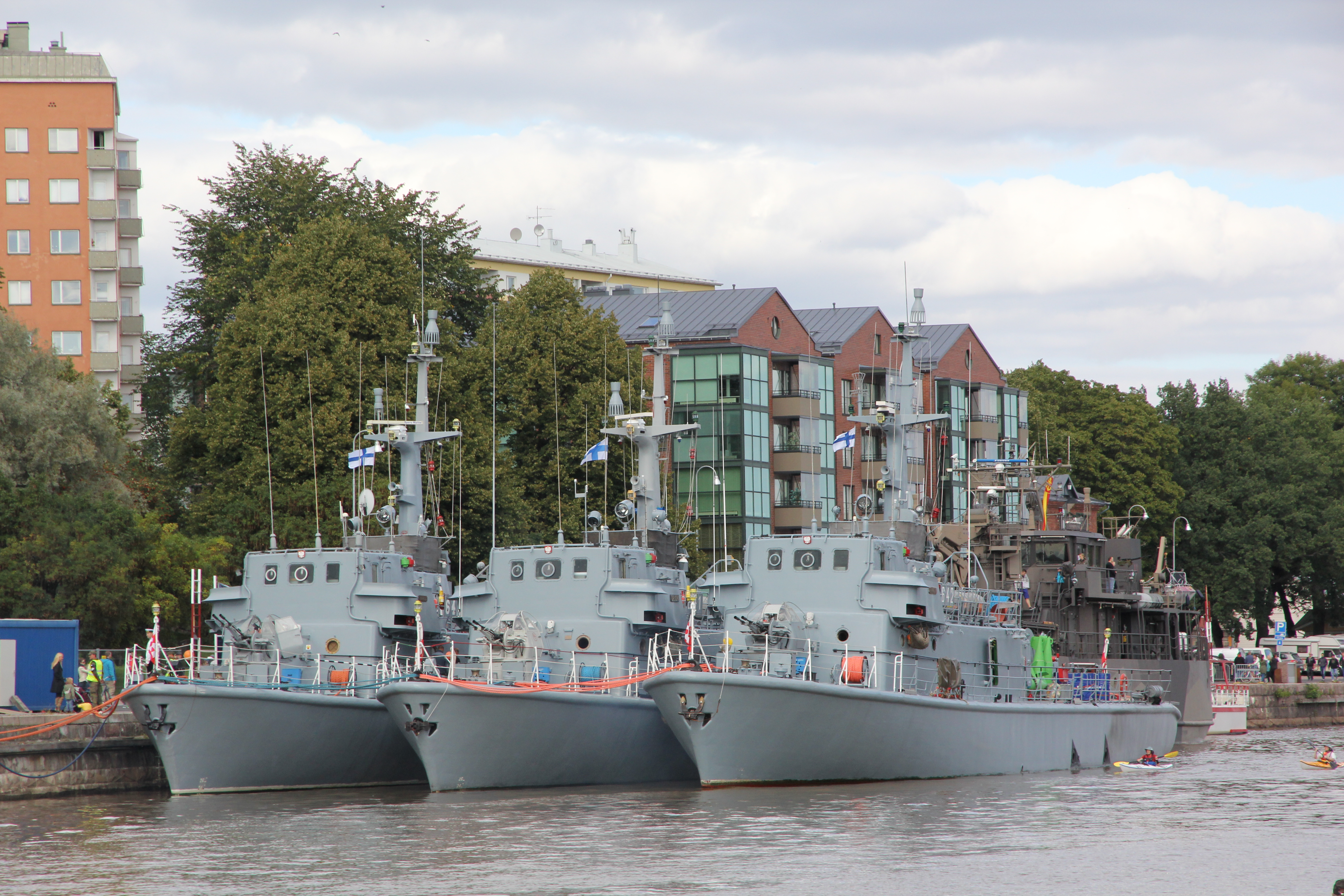
Trałowce projektu 207

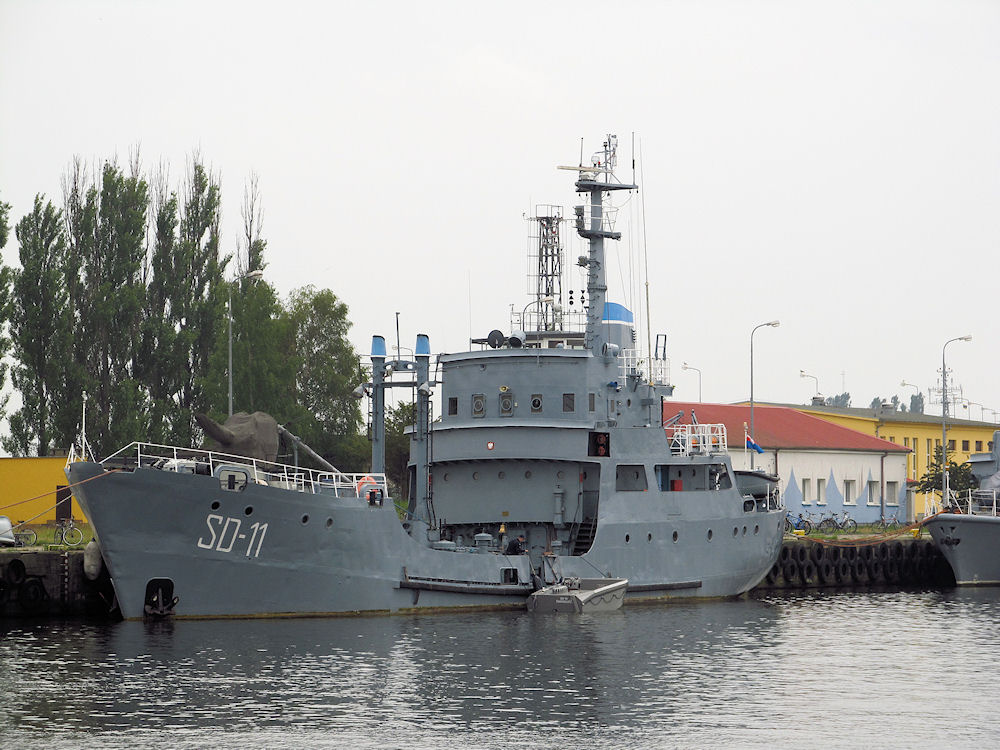
Stacja demagnetyzacyjna SD-11

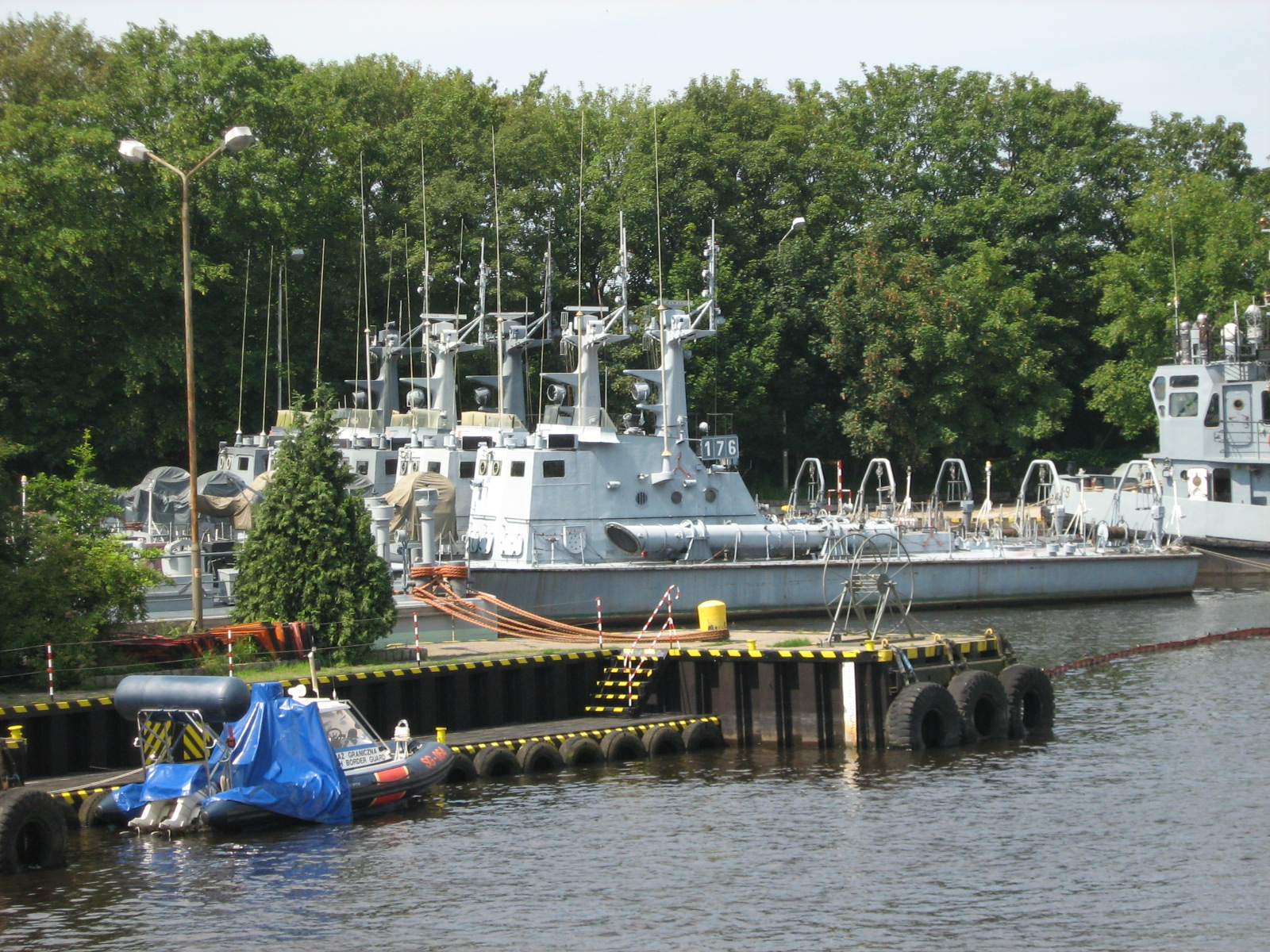
Kutry ZOP projektu 918M

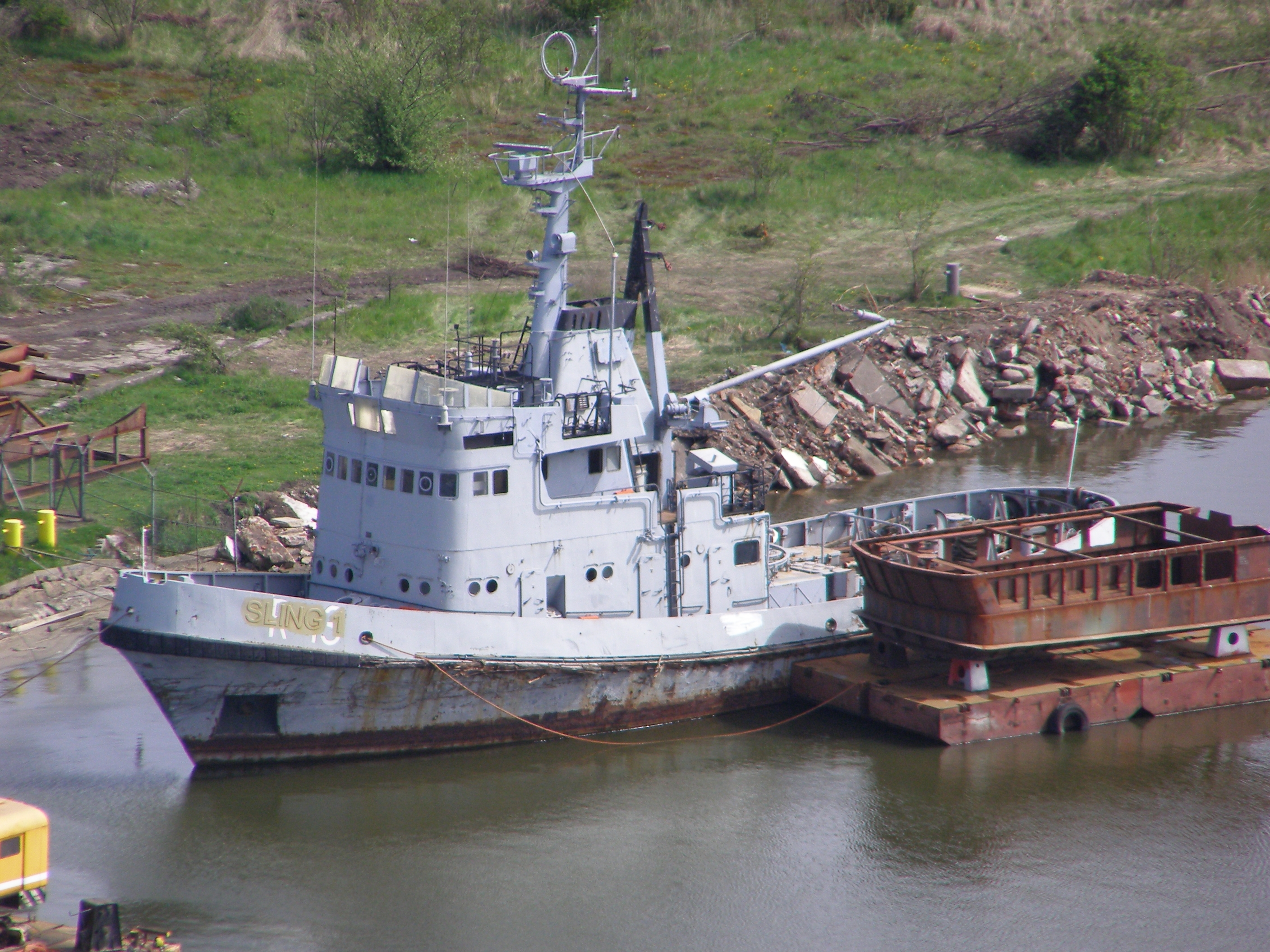
Wycofany „ORP Semko”

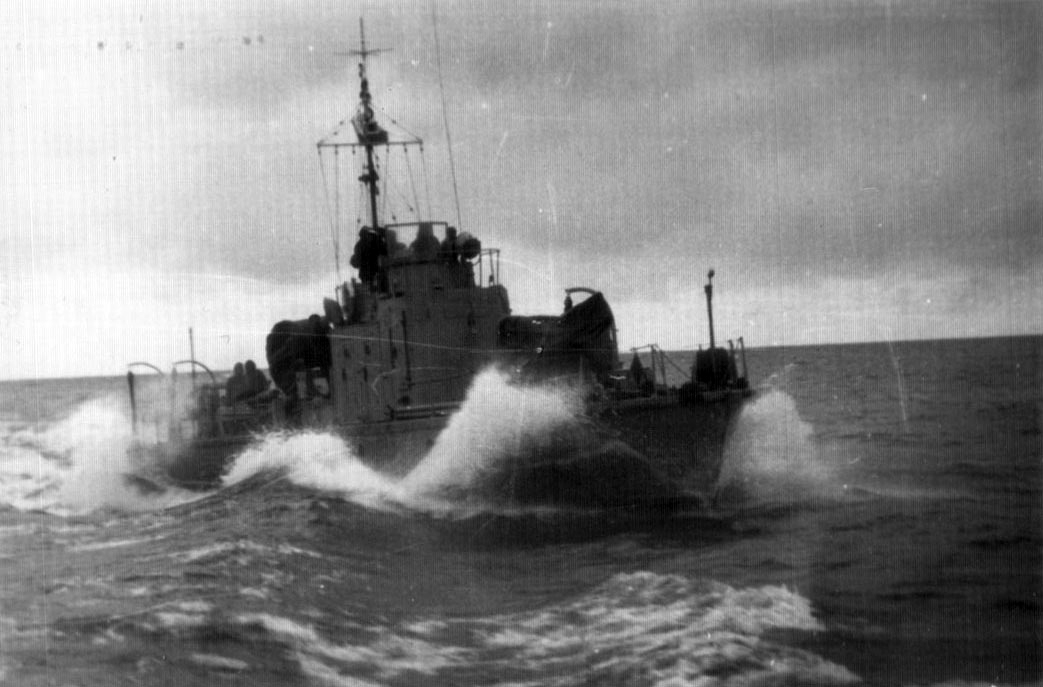
Kuter trałowy TR-42

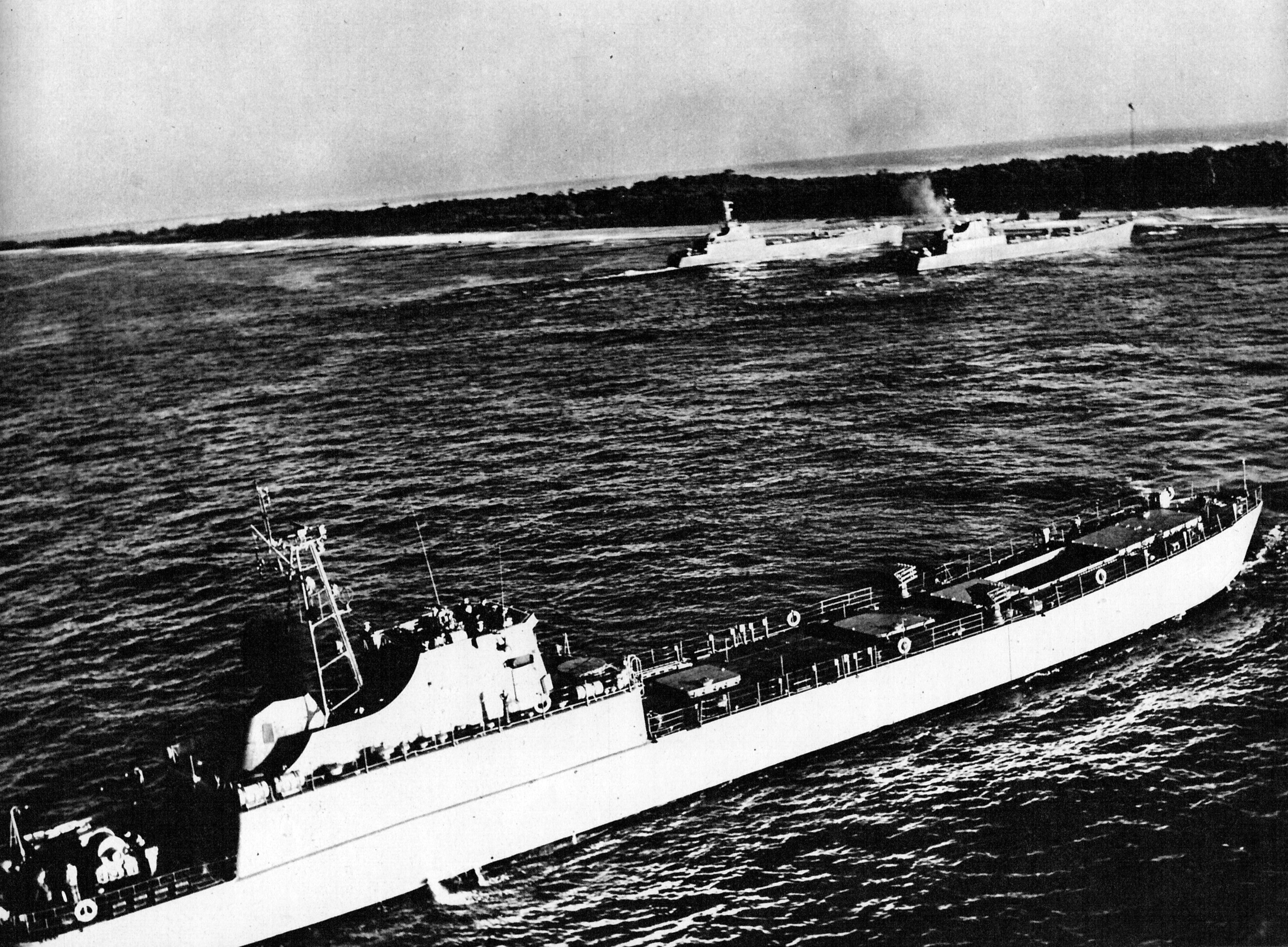
Okręty desantowe projektu 770D

### Okręty desantowe i transportowo-minowe
Okręty transportowo-minowe projektu 767 typu Lublin
- ORP „Lublin” (pb. 1989, 1989–obecnie: 2. Dywizjonu Okrętów Transportowo-Minowych)
- ORP „Gniezno” (pb. 1990, 1990–obecnie: 2. Dywizjonu Okrętów Transportowo-Minowych)
- ORP „Kraków” (pb. 1990, 1990–obecnie: 2. Dywizjonu Okrętów Transportowo-Minowych)
- ORP „Poznań” (pb. 1991, 1991–obecnie: 2. Dywizjonu Okrętów Transportowo-Minowych)
- ORP „Toruń” (pb. 1991, 1991–obecnie: 2. Dywizjonu Okrętów Transportowo-Minowych)

Okręty desantowe proj. 770 – 11 okrętów o numerach burtowych od 888 do 899, w służbie 2 Brygady Okrętów Desantowych
- ORP „Oka” (proj. 770D, pb. 1965, ob. 1990, 2 Brygada Okrętów Desantowych)
- ORP „Bug” (proj. 770D, pb 1965, ob. 1989, 2 Brygada Okrętów Desantowych)
- ORP „Narew” (proj. 770D, pb. 1965, ob. 1990, 2 Brygada Okrętów Desantowych)
- ORP „San” (proj. 770D, pb. 1965, ob. 1990, 2 Brygada Okrętów Desantowych)
- ORP „Wisła” (proj. 770D, pb. 1965, ob. 1991, 2 Brygada Okrętów Desantowych)
- ORP „Pilica” (proj. 770D, pb. 1965, ob.1991, 2 Brygada Okrętów Desantowych)[21]
- ORP „Bzura” (proj. 770, pb. 1965, ob. 1990, 2 Brygada Okrętów Desantowych)
- ORP „Warta” (proj. 770D, pb 1965, ob. 1989, 2 Brygada Okrętów Desantowych)
- ORP „Noteć” (proj. 770D, pb. 1965, ob. 1989, 2 Brygada Okrętów Desantowych)
- ORP „Odra” (proj. 770MA, pb. 1966, ob. 1990, 2 Brygada Okrętów Desantowych)
- ORP „Nysa” (proj. 770MA, pb. 1966, ob. 1990, 2 Brygada Okrętów Desantowych)

Okręty desantowe proj. 771 – 11 okrętów o numerach burtowych od 801 do 811, w służbie 2 Brygady Okrętów Desantowych.
- ORP „Lenino” (proj. 771, pb. 1967, ob. 1991, 2 Brygada Okrętów Desantowych, 2 Brygada okrętów transportowo-minowych)
- ORP „Brda” (proj. 771, pb. 1967, ob. 1991, 2 Brygada Okrętów Desantowych, 2 Brygada okrętów transportowo-minowych)
- ORP „Studzianki” (proj. 771, pb. 1967, ob. 1991, 2 Brygada Okrętów Desantowych, 2 Brygada okrętów transportowo-minowych)
- ORP „Siekierki” (proj. 771, pb. 1968, ob. 1991, 2 Brygada Okrętów Desantowych, 2 Brygada okrętów transportowo-minowych)
- ORP „Budziszyn” (proj. 771, pb. 1968, ob. 1990, 2 Brygada Okrętów Desantowych)
- ORP „Polichno” (proj. 771, pb. 1968, ob. 1991, 2 Brygada Okrętów Desantowych, 2 Brygada okrętów transportowo-minowych)
- ORP „Janów” (proj. 771A, pb. 1970, ob. 1991, 2 Brygada Okrętów Desantowych, 2 Brygada okrętów transportowo-minowych)
- ORP „Rąblów” (proj. 771A, pb. 1970, ob. 1991, 2 Brygada Okrętów Desantowych, 2 Brygada okrętów transportowo-minowych)
- ORP „Narwik” (proj. 771A, pb. 1971, ob. 1991, 2 Brygada Okrętów Desantowych, 2 Brygada okrętów transportowo-minowych)
- ORP „Głogów” (proj. 771A, pb. 1971, ob. 1994, 2 Brygada Okrętów Desantowych, 2 Brygada okrętów transportowo-minowych, 2 dywizjon okrętów transportowo-minowych)
- ORP „Cedynia” (proj. 771A, pb. 1971, ob. 2001, 2 Brygada Okrętów Desantowych, 2 Brygada okrętów transportowo-minowych, 2 dywizjon okrętów transportowo-minowych)[23]

Kutry transportowe proj. 716
- Ktr 11 pb. 1988 (1988–obecnie: 2. Dywizjonu Okrętów Transportowo-Minowych)
- Ktr 12 pb. 1991 (1991–obecnie: 2. Dywizjonu Okrętów Transportowo-Minowych)
- Ktr 13 pb. 1991 (1991–obecnie: 2. Dywizjonu Okrętów Transportowo-Minowych)

Kutry desantowe projektu 709 – 8 FOW eksploatowała 15 kutrów projektu 709 o numerach burtowych od 857 do 871, w służbie w latach 1962-1990 w 2 Brygadzie Okrętów Desantowych - Dywizjon Kutrów Desantowych.
- „KD-22” (nb. 857, pb. 1962, ob. 1987)
- „KD-25” (nb. 858, pb. 1963, ob. 1988)
- „KD-31” (nb. 859, pb. 1964, ob. 1988)
- „KD-34” (nb. 860, pb. 1964, ob. 1989)
- „KD-37” (nb. 861, pb. 1964, ob. 1989)
- „KD-40” (nb. 862, pb. 1964, ob. 1990)
- „KD-19” (nb. 863, pb. 1964, ob. 1989)
- „KD-43” (nb. 864, pb. 1964, ob. 1989)
- „KD-58” (nb. 865, pb. 1964, ob. 1990)
- „KD-28” (nb. 866, pb. 1965, ob. 1990)
- „KD-46” (nb. 867, pb. 1964, ob. 1990)
- „KD-49” (nb. 868, pb. 1964, ob. 1990)
- „KD-52” (nb. 869, pb. 1964, ob. 1990)
- „KD-55” (nb. 870, pb. 1964, ob. 1990)
- „KD-61” (nb. 871, pb. 1965, ob. 1989)

Kutry desantowe projektu 719.
- „KD-64” nb. 872 (pb. 1975, ob. 1984, 2 Brygada Okrętów Desantowych - Dywizjon Kutrów Desantowych)[27]
- „KD-67” nb. 873 (pb. 1975, ob. 1984, 2 Brygada Okrętów Desantowych - Dywizjon Kutrów Desantowych)[27]
- „KD-70” nb. 874 (pb. 1975, ob. 1984, 2 Brygada Okrętów Desantowych - Dywizjon Kutrów Desantowych)[27]

### Niszczyciele min
Niszczyciele min projektu 206FM typu Flaming
- ORP „Czajka” (pb. 1967, 2006–obecnie: 13 Dywizjon Trałowców 8 FOW, w latach 1967–2006 okręt należał do 9 FOW)[28]
- ORP „Mewa” (pb. 1966, ob. 2019, 2006–2019: 13 Dywizjon Trałowców 8 FOW, w latach 1966–2006 okręt należał do 9 FOW)[29]
- ORP „Flaming” (pb. 1966, ob. 2020, 2006–2020: 13 Dywizjon Trałowców 8 FOW, w latach 1966–2006 okręt należał do 9 FOW)[30]

Niszczyciele min projektu 258 typu Kormoran II
- ORP „Kormoran” pb. 2017 (8 FOW 2017–obecnie: 13 Dywizjon Trałowców )
- ORP „Albatros” pb. 2019 (8 FOW 2019 - obecnie:  13 Dywizjon Trałowców )
- ORP „Mewa” pb. 2020 (8 FOW 2020 - obecnie:  13 Dywizjon Trałowców )

### Trałowce
Trałowce projektu 207P typu Gardno
- ORP „Gardno” (pb. 1984, 2006–obecnie: 12 Dywizjon Trałowców 8 FOW, w latach 1984–2006 okręt należał do 13 Dywizjonu Trałowców 9 FOW)
- ORP „Bukowo” (pb. 1985, 1985–obecnie: 12 Dywizjon Trałowców 8 FOW)
- ORP „Dąbie” (pb. 1986, 1986–obecnie: 12 Dywizjon Trałowców 8 FOW)
- ORP „Jamno” (pb. 1986, 1986–obecnie: 12 Dywizjon Trałowców 8 FOW)
- ORP „Mielno” (pb. 1987, 1987–obecnie: 12 Dywizjon Trałowców 8 FOW)
- ORP „Wicko” (pb. 1987, 1987–obecnie: 12 Dywizjon Trałowców 8 FOW)
- ORP „Resko” (pb. 1988, 1988–obecnie: 12 Dywizjon Trałowców 8 FOW)
- ORP „Sarbsko” (pb. 1988, 1988–obecnie: 12 Dywizjon Trałowców 8 FOW)
- ORP „Necko” (pb. 1989, 1989–obecnie: 12 Dywizjon Trałowców 8 FOW)
- ORP „Nakło” (pb. 1990, 1990–obecnie: 12 Dywizjon Trałowców 8 FOW)
- ORP „Drużno” (pb. 1990, 1990–obecnie: 12 Dywizjon Trałowców 8 FOW)
- ORP „Hańcza” (pb. 1991, 1991–obecnie: 12 Dywizjon Trałowców 8 FOW)

Trałowce projektu 207M typu Mamry
- ORP „Mamry” (pb. 1992, 2006–obecnie: 13 Dywizjon Trałowców 8 FOW, w latach 1992–2006 okręt należał do 9 FOW)
- ORP „Wigry” (pb. 1993, 2006–obecnie: 13 Dywizjon Trałowców 8 FOW, w latach 1993–2006 okręt należał do 9 FOW)
- ORP „Śniardwy” (pb. 1994, 2006–obecnie: 13 Dywizjon Trałowców 8 FOW, w latach 1994–2006 okręt należał do 9 FOW)
- ORP „Wdzydze” (pb. 1994, 2006–obecnie: 13 Dywizjon Trałowców 8 FOW, w latach 1994–2006 okręt należał do 9 FOW)

Trałowiec projektu 207DM typu Gopło
- ORP „Gopło” (pb. 1982, 2006–obecnie: 13 Dywizjon Trałowców 8 FOW, w latach 1982–2006 okręt należał do 9 FOW)

Trałowce projektu 254K
- ORP „Żubr” (pb. 1956, ob. 1987, 12 Dywizjon Trałowców Bazowych)
- ORP „Tur” (pb. 1957, ob. 1991, 12 Dywizjon Trałowców Bazowych, przebudowany na okręt doświadczalny i przeniesiony do Gdyni jako okręt badawczy do Dywizjonu Okrętów Szkolno-Badawczych[31])
- ORP „Łoś” (pb. 1957, ob. 1989, 12 Dywizjon Trałowców Bazowych)

Trałowce projektu 254M
- ORP „Dzik” (pb. 1958, ob. 1990, 12 Dywizjon Trałowców Bazowych)
- ORP „Bizon” (pb. 1958, ob. 1990, 12 Dywizjon Trałowców Bazowych)
- ORP „Bóbr” (pb. 1958, ob. 1990, 12 Dywizjon Trałowców Bazowych)
- ORP „Rosomak” (pb. 1959, ob. 1988, 12 Dywizjon Trałowców Bazowych)
- ORP „Delfin” (pb. 1959, ob. 1987, 12 Dywizjon Trałowców Bazowych)
- ORP „Foka” (pb. 1959, ob. 1988, 12 Dywizjon Trałowców Bazowych)
- ORP „Mors” (pb. 1959, ob. 1989, 12 Dywizjon Trałowców Bazowych)
- ORP „Ryś” (pb. 1959, ob. 1989, 12 Dywizjon Trałowców Bazowych)
- ORP „Żbik” (pb. 1959, ob. 1989, 12 Dywizjon Trałowców Bazowych)

Kutry trałowe projektu 151
- TR-41 (pb. 1955, ob. 1970, 14 Dywizjon Kutrów Trałowych)
- TR-42 (od 1970 roku przemianowany na kuter K-12, pb. 1955, ob. 1971, 14 Dywizjon Kutrów Trałowych - jako kuter trałowy do 1970 roku)
- TR-43 (pb. 1956, ob. 1970, 14 Dywizjon Kutrów Trałowych)
- TR-44 (pb. 1956, ob. 1966, 14 Dywizjon Kutrów Trałowych)
- TR-45 (pb. 1956, ob. 1966, 14 Dywizjon Kutrów Trałowych)
- TR-46 (pb. 1956, ob. 1970, 14 Dywizjon Kutrów Trałowych)
- TR-47 (od 1970 roku przemianowany na kuter K-13, pb. 1956, ob.1971, 14 Dywizjon Kutrów Trałowych - jako kuter trałowy do 1970 roku)

Kutry trałowe projektu 361T
- W latach 1958–1982 eksploatowano 25 kutrów tego typu w 14 Dywizjonie Kutrów Trałowych[32][31]

Kutry trałowe projektu B410-IV/S
- TR-25 (pb. 1983, ob. 2005, 12 Dywizjon Trałowców)
- TR-26 (pb. 1983, ob. 2005, 12 Dywizjon Trałowców)

### Okręty dowodzenia
Okręt dowodzenia siłami Obrony Przeciwminowej
- ORP „Kontradmirał Xawery Czernicki” (pb. 2001, 2001–obecnie: 2. Dywizjon Okrętów Transportowo-Minowych)

Okręt dowodzenia desantem proj. 776
- ORP „Grunwald” (pb. 1973, ob. 2005, 2 Brygada Okrętów Desantowych)[34]

### OkrętyZOP
Kutry ZOP proj. 918M
- KZOP-166 (pb. 1977, ob. 2005, 16 Dywizjon Kutrów Zwalczania Okrętów Podwodnych)
- KZOP-167 (pb. 1978, ob. 2006, 16 Dywizjon Kutrów Zwalczania Okrętów Podwodnych)
- KZOP-168 (pb. 1978, ob. 2006, 16 Dywizjon Kutrów Zwalczania Okrętów Podwodnych)
- KZOP-169 (pb. 1979, ob. 2005, 16 Dywizjon Kutrów Zwalczania Okrętów Podwodnych)
- KZOP-170 (pb. 1980, ob. 2005, 16 Dywizjon Kutrów Zwalczania Okrętów Podwodnych)
- KZOP-171 (pb. 1982, ob. 2006, 16 Dywizjon Kutrów Zwalczania Okrętów Podwodnych)
- KZOP-172 (pb. 1982, ob. 2005, 16 Dywizjon Kutrów Zwalczania Okrętów Podwodnych)
- KZOP-173 (pb. 1982, ob. 2005, 16 Dywizjon Kutrów Zwalczania Okrętów Podwodnych)
- KZOP-174 (pb. 1982, ob. 2006, 16 Dywizjon Kutrów Zwalczania Okrętów Podwodnych)
- KZOP-175 (pb. 1983, ob. 2005, 16 Dywizjon Kutrów Zwalczania Okrętów Podwodnych)
- KZOP-176 (pb. 1983, ob. 2005, 16 Dywizjon Kutrów Zwalczania Okrętów Podwodnych)

### Pomocnicze jednostki pływające
Zbiornikowce
- zbiornikowiec Z-8 projektu B199 (pb. 1970, w strukturach 8 FOW od 2007 roku, 2011–obecnie: 12 Dywizjon Trałowców)[36][37]

Pływające stacje demagnetyzacyjne projektu B208
- SD-11 (pb. 1971 12 dywizjon Trałowców)[38]
- SD-12 (pb. 1972, ob. 2005, 42 Dywizjon Pomocniczych Jednostek Pływających)[39]

Holowniki projektu H-900/II
- H-4[40]

Holowniki projektu B860
- H-11 Bolko (pb. 2020)[41]
- H-12 Semko (pb. 2020)[42]
- H-13 Przemko (pb. 2021)[43]

Holowniki projektu H-960
- H-6 (pb. 1992)[44]

Holowniki projekt B820: 
- H-9  (pb. 1993)[45]
- H-10 (pb. 1993)[45]

Holownik projektu B65
- H-20 (pb. 1964, ob. 2003, 42. Dywizjon Pomocniczych Jednostek Pływających)[26]

Holowniki projektu H-800/IV
- H-2 (pb. 1971, ob. 2005, 42. Dywizjon Pomocniczych Jednostek Pływających)[26]

Motorówka hydrograficzna projektu MH111/C
- M-35 (pb. 1984, ob. 2015, Grupa Hydrograficzna dPJP)[46]

Kutry transportowo-pasażerskie projektu 4142
- K-7 (pb. 1988)

Kutry portowo-redowe projektu B574 – jedna jednostka
Kutry hydrograficzne projektu B447
- K-1 (pb. 1976, ob. 2003)

Kutry holowniczo-komunikacyjne projektu KH-K
- K-20 (pb. 1989)
- K-21 (pb. 1989)

Motorówka hydrograficzna projektu Wildcat 40
- MH-1 (pb. 2015)[47]

Motorówki cumownicze projektu M35/MW
- M-12 (pb. 1983)

- M-21 (pb. 1983)

Okręty ratownicze projektu R-30

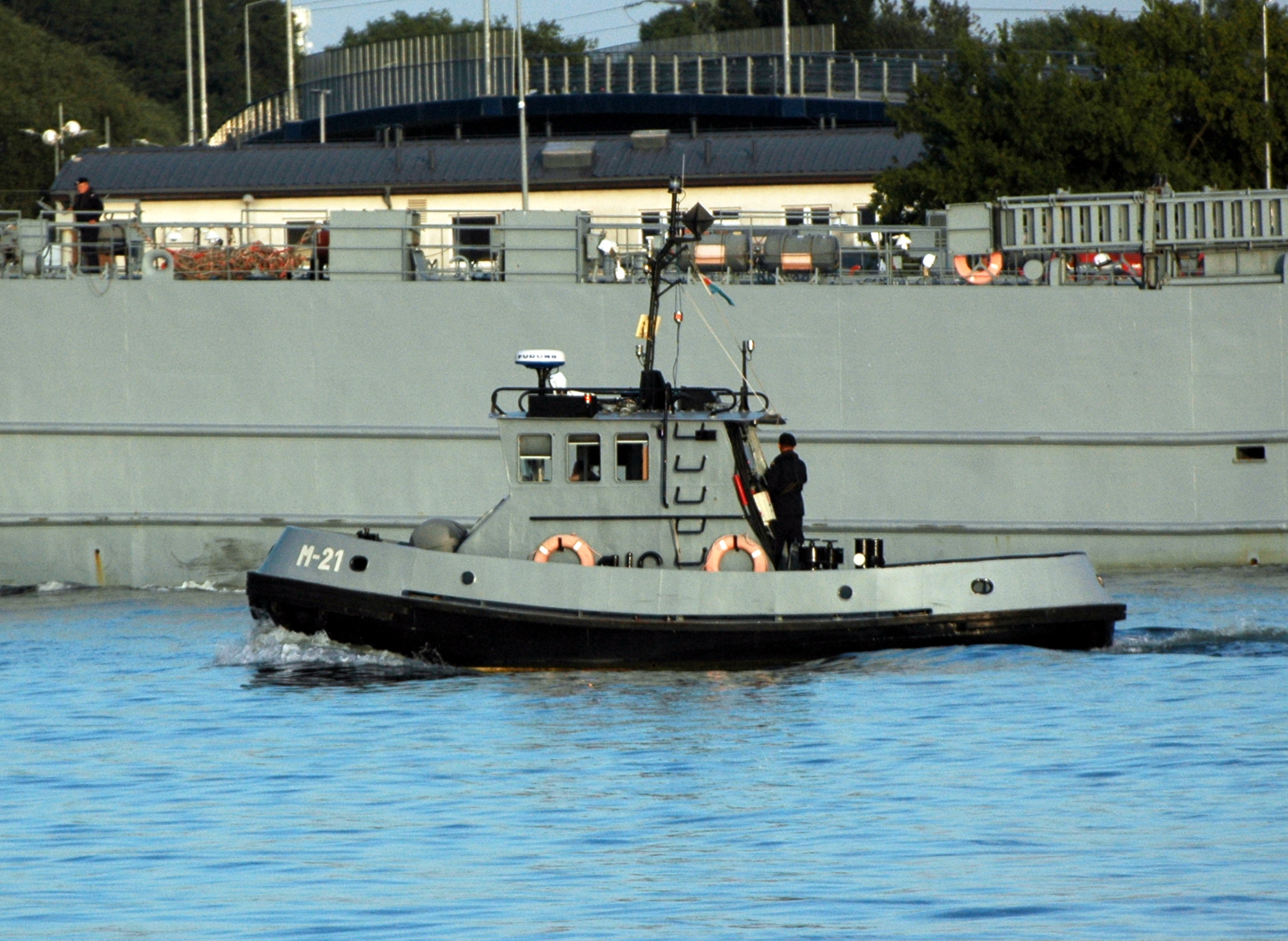
Świnoujście - motorówka cumownicza projektu M35 MW - M-21

- ORP „Bolko” R-12 (pb. 1982, ob. 2005, 42. Dywizjon Pomocniczych Jednostek Pływających)[48]
- ORP „Semko” R-13 (pb. 1987, ob. 2006, 42. Dywizjon Pomocniczych Jednostek Pływających)[49]

Barki
- Barka paliwowa B-3 projektu BPZ-500A/MW (pb. 25.07.1988 obecnie 12 Woliński Dywizjon Trałowców)
- Barka paliwowa B-11 projektu BZ800 (pb. 31.12.1979 obecnie 12 Woliński Dywizjon Trałowców )
- Barka towarowa B-9 projektu B-600 (pb.09.10.1970, ob.27.04.2007, 42 dywizjon Pomocniczych Jednostek Pływających)
- Barka towarowo-remontowa B-10 projektu Pr-6 (pb. 1954, ob.1989, 42 dywizjon Pomocniczych Jednostek Pływających )
- Barka śmieciarka B-16 nieznanego projektu i pochodzenia (pb. 1946, ob. 1981, 42 dywizjon Pomocniczych Jednostek Pływających)[39]
- Barka śmieciarka B-17 nieznanego projektu i pochodzenia (pb. 1949, ob. 1990, 42 dywizjon Pomocniczych Jednostek Pływających)[39]
- Barka śmieciarka B-1 nieznanego projektu i pochodzenia (pb.1988, ob.?, 42 dywizjon Pomocniczych Jednostek Pływających)[39]
- Barka paliwowa B-13 projektu BZ800 (pb. 1981, ob.?, 42 dywizjon Pomocniczych Jednostek Pływających)